# Dorothy Kilgallen
Dorothy Mae Kilgallen, född 3 juli 1913 i Chicago, Illinois, död 8 november 1965 på Manhattan, New York, var en amerikansk journalist och paneldeltagare i flera lekprogram i TV, däribland i What's My Line? under 15 år.

## Biografi
Kilgallen var gift med skådespelaren och Broadwayproducenten Richard Kollmar, med vilken hon hade tre barn, från 1940 fram till sin död.
1936 deltog hon som enda kvinna i resetävlingen Jorden runt på 20 dagar som hon senare beskrev i en bok utgiven samma år av förlaget David McKay Company i Philadelphia med titeln Girl Around the World.
Den 8 februari 1960 erhöll Kilgallen även en stjärna på Hollywood Walk of Fame i Kalifornien.

## Filmografi i urval
- 1936 – Den gröna lanternan
- 1937 – Fly-Away Baby (inspirerad av hennes bok Girl Around the World)
- 1950–1965 – What's My Line? (TV-serie)
- 1954 – Texaco Star Theatre Starring Milton Berle (TV-serie)
- 1963–1964 – Missing Links (TV-serie)
- 1963–1964 – The Match Game (TV-serie)
- 1964 – Pajama Party
- 1965 – The Merv Griffin Show (TV-serie)